# Rydal Mount

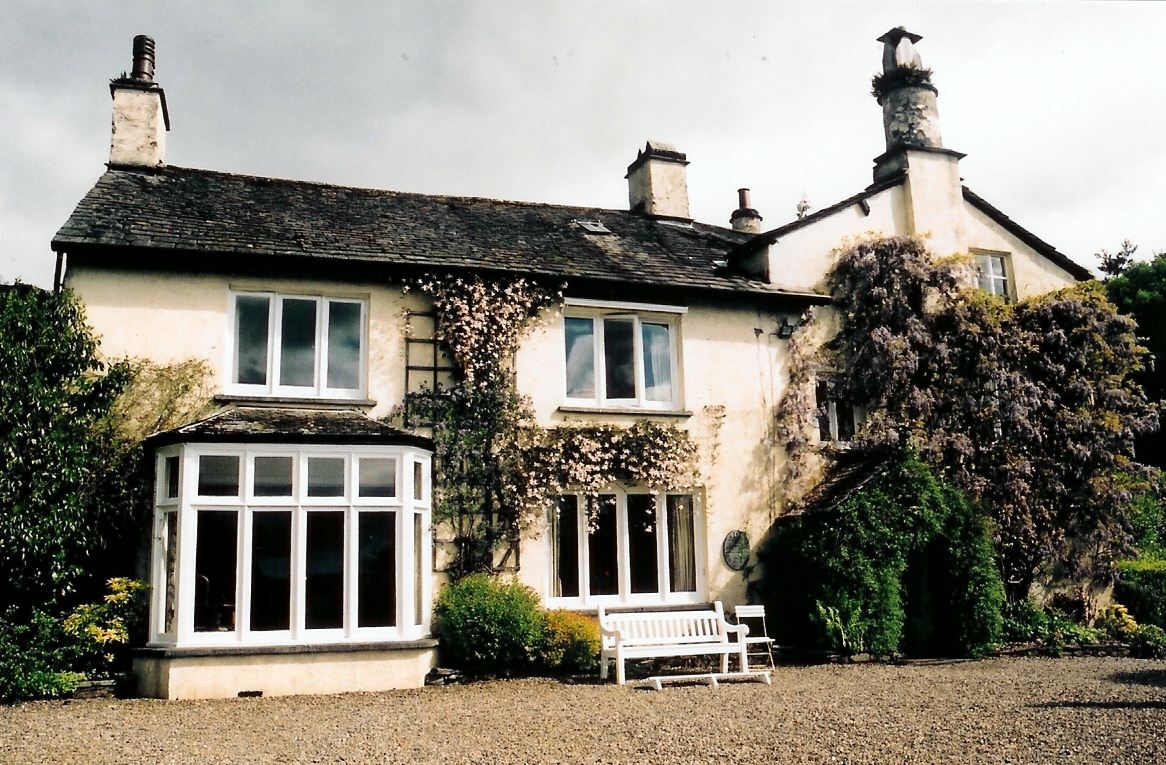
Rydal Mount

Rydal Mount – dom, położony nieopodal miasta Ambleside w Krainie Jezior (Kumbria, północno-zachodnia Anglia). Znany jako dom Williama Wordswortha, mieszkającego w nim od 1813 do śmierci w roku 1850.
Rydal Mount pozostawał w posiadaniu potomków Wordswortha do 1969, od 1970 został udostępniony do publicznego zwiedzania.